# Nghĩa trang Farkasréti

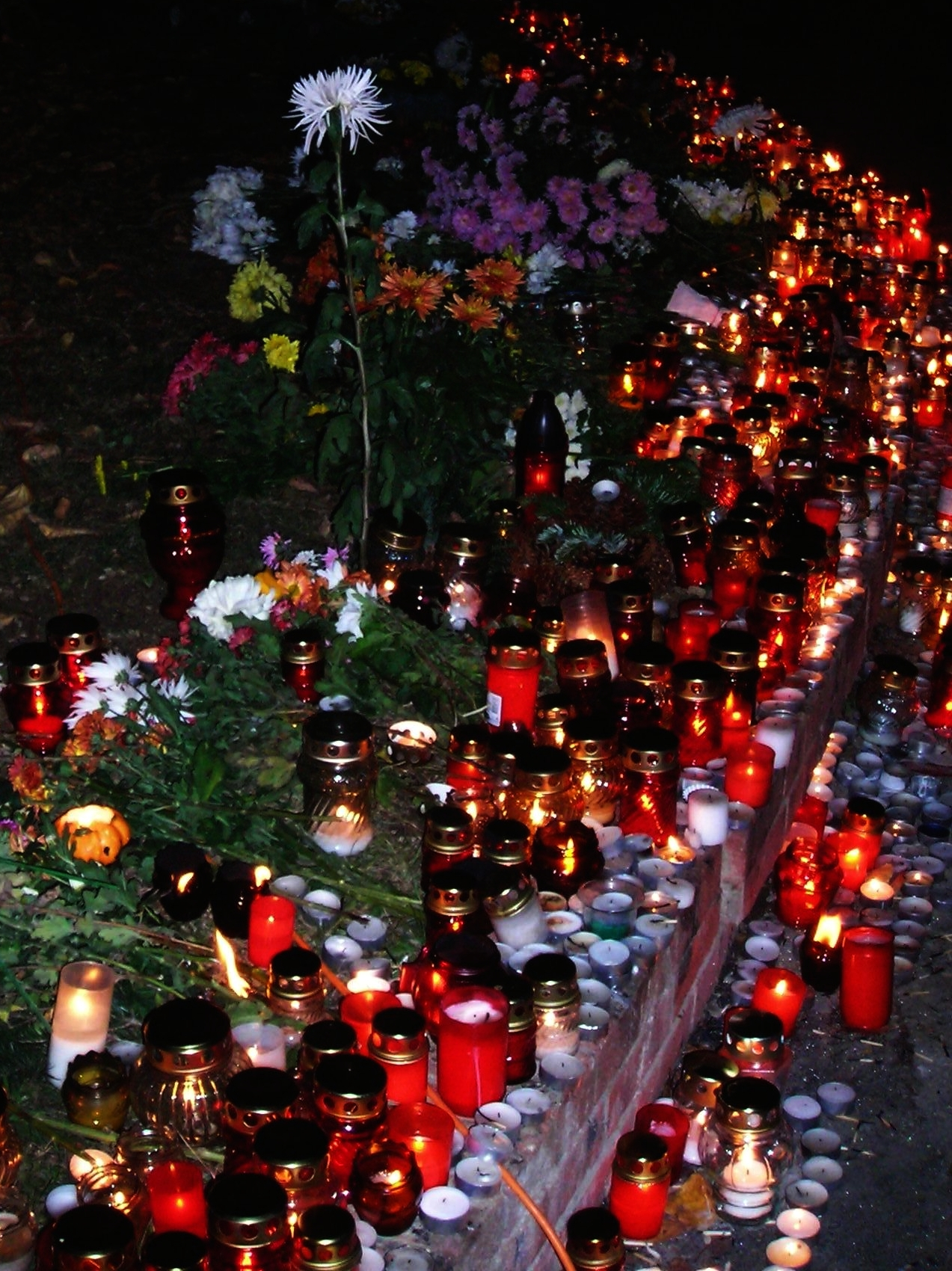
Thắp nến cho người quá cố trong Lễ Các Đẳng, Nghĩa trang Farkasréti

Nghĩa trang Farkasréti hay Nghĩa trang Farkasrét (tiếng Hungary: Farkasréti temető) là một trong những nghĩa trang nổi tiếng nhất ở Budapest. Nghĩa trang này mở cửa vào năm 1894 và ngay lập tức thu được sự chú ý lớn từ công chúng do có một tầm bao quát cả thành phố. Một số người cho rằng nơi này nên trở thành một khu nghỉ mát hơn là một nghĩa trang.
Khu nghĩa trang gồm có lăng mộ của nhiều danh nhân Hungary và là nơi chôn cất được nhiều diễn viên, nữ diễn viên và các nghệ sĩ khác (ca sĩ opera, nhạc sĩ, họa sĩ, nhà điêu khắc, kiến trúc sư, nhà văn, nhà thơ) lựa chọn. Nghĩa trang cũng là nơi yên nghỉ của một số nhà khoa học, viện sĩ và vận động viên.
Các ngôi mộ ở đây được trang trí bằng nhiều bức tượng điêu khắc tinh xảo. Các bức tượng này được quyên góp cho nghĩa trang vào những năm 1950. Năm 1980, theo kế hoạch Imre Makovecz, người ta cho xây dựng thêm nhà tang lễ và nhà nguyện mới.
Trong thời kỳ Cộng sản, người ta phải hạn chế tổ chức tang lễ ở Nghĩa trang Kerepesi, vì vậy nơi đây trở thành nghĩa trang chính thay thế.
Nghĩa trang Farkasréti đặt tại Buda (phần phía Tây của Budapest), cách trung tâm thành phố khoảng 3 km.
Ngôi mộ cổ nhất ở đây vẫn còn nằm ở vị trí ban đầu. Ngôi mộ này thuộc về kỹ sư cơ khí Ferenc Cathry Szaléz, người thiết kế tuyến đường sắt Rack ở Budapest và nguyên bản cây cầu Mária Valéria ở Esztergom.

## Các nhân vật nổi tiếng được chôn cất tại đây
- Vilmos Aba Novák, họa sĩ
- Péter Bacsó, đạo diễn phim và biên kịch
- Ervin Baktay, nhà Đông phương học
- Donát Bánki, nhà phát minh
- Béla Bartók, nhà soạn nhạc
- Dénes Berinkey, Thủ tướng
- Aurél Bernáth, họa sĩ và nhà thơ
- Sándor Bíró, cầu thủ bóng đá
- Miklós Borsos, nhà điêu khắc
- József Bozsik, cầu thủ bóng đá, thành viên Đội vàng
- Csinszka, vợ của Endre Ady
- Tamás Cseh, ca sĩ và nhạc sĩ
- Zsuzsa Cserháti, ca sĩ
- János Csonka, nhà phát minh
- Béla Czóbel, họa sĩ
- Ferenc Deák, cầu thủ bóng đá
- József C. Dobos, người phát minh ra Bánh Dobos, một đặc sản của Hungary
- Béla Egresi, cầu thủ bóng đá
- István Eiben, nhà quay phim
- Pál Engel, nhà sử học
- Zoltán Fábri, giám đốc
- Sári Fedák, nữ diễn viên
- István Fekete, nhà văn
- János Ferencsik, nhạc trưởng
- Noel Field, điệp viên cộng sản và nạn nhân giấu mặt của các phiên tòa trình chiếu
- Annie Fischer, nghệ sĩ dương cầm
- Miklós Gábor, diễn viên
- Aladár Gerevich, vận động viên điền kinh bảy lần vô địch olympic
- Gyula Germanus, nhà phương đông
- Ernő Gerő, chính trị gia cộng sản
- Hilda Gobbi, nữ diễn viên
- András Hegedűs, Thủ tướng xã hội chủ nghĩa
- Éva Janikovszky, nhà văn viết sách thiếu nhi
- Pál Jávor, diễn viên
- Gyula Kabos, diễn viên
- Katalin Karády, nữ diễn viên, ca sĩ
- György Kárpáti, vận động viên bóng nước ba lần vô địch Olympic
- Lajos Kassák, nhà thơ và họa sĩ
- Manyi Kiss, nữ diễn viên
- Károly Kernstok, họa sĩ
- Kálmán Kittenberger, nhà nghiên cứu châu Phi, nhà tự nhiên học
- Zoltán Kocsis, nghệ sĩ piano
- Zoltán Kodály, nhà soạn nhạc
- János Kodolányi, nhà văn
- György Kolonics, vận động viên chèo xuồng nước rút vô địch Olympic
- Ilona Kolonits, đạo diễn phim tài liệu, phóng viên chiến trường
- Béla Kondor, họa sĩ
- János Koós, ca sĩ khiêu vũ, nghệ sĩ nhại, diễn viên
- Margit Kovács, nhà gốm sứ và nhà điêu khắc
- László Lajtha, nhà soạn nhạc
- Kálmán Latabár, diễn viên
- Imre Makovecz, kiến trúc sư
- György Marx, nhà vật lý
- Istvan Medgyaszay, kiến trúc sư
- Ágnes Nemes Nagy, nhà thơ
- László Németh, nhà văn
- István Örkény, nhà văn
- László Papp, võ sĩ ba lần vô địch olympic
- János Pilinszky, nhà thơ
- Mátyás Rákosi, lãnh đạo Cộng sản;
- Éva Ruttkai, nữ diễn viên
- Ferenc Sánta, nhà văn
- Zoltán Ozoray Schenker, nhà vô địch đấu kiếm Olympic
- Sándor Simonyi-Semadam, Thủ tướng
- Árpád Szakasits, nhà lãnh đạo xã hội chủ nghĩa
- Pál Szécsi, ca sĩ
- Árpád Széranty, họa sĩ, nghệ sĩ
- Georg Solti, nhạc trưởng
- Zoltán Tildy, Tổng thống
- Amerigo Tot (tên khai sinh là Imre Tóth), nhà điêu khắc và diễn viên
- László Verebélÿ, kỹ sư điện
- Béla Volentik, cầu thủ bóng đá
- Sándor Weöres, nhà thơ
- József Zakariás, cầu thủ bóng đá, thành viên của Đội vàng
- Gábor Szabó, nghệ sĩ guitar jazz